# 599년

## 연호
- 수(隋) 개황(開皇) 19년
- 신라(新羅) 건복(建福) 16년

## 기년
- 수(隋) 문제(文帝) 19년
- 신라(新羅) 진평왕(眞平王) 21년
- 고구려(高句麗) 영양왕(嬰陽王) 10년
- 백제(百濟) 혜왕(惠王) 2년 / 법왕(法王) 원년

## 사건
- 백제, 혜왕이 세상을 떠나고, 동생 선(효순)이 법왕으로 왕의 자리에 오르다.

## 탄생
- 남부여(南扶余) 최후(崔後)의 국왕(國王) 의자왕(義慈王)

## 사망
- 백제(百濟) 28대 왕 혜왕(惠王)